# 生田宏司
生田 宏司（いくた こうじ、1953年 - ）は、日本のメゾチント技法による銅版画家。元東北芸術工科大学講師。「ふくろう」、「猫」、「花」をテーマとした作品が特に人気がある。

## 経歴
1953年、山形県鶴岡市に生まれる。千葉県立佐倉高等学校を経て多摩美術大学絵画科日本画専攻を卒業。上野泰明、加山又造、堀文子に師事。
1986年国際ミニチュア版画展グランプリ（アメリカ）、1987年カンピナス国際版画ビエンナーレ受賞（ブラジル）、1987年 - 1988年ワークスオンペーパー展買上賞（アメリカ）、1990年インタープリント国際版画美術展大賞（ソ連）、2003年フランス・フォルバック市・メディアテルクギャラリー個展（フランス）、2007年ストラスブール　ジャパンフェスティバル「花」個展（フランス）、2011年第23回国際蔵書票版画ビエンナーレ展（名誉メダル賞）（ポーランド）、2013年喜多方市美術館にて個展開催・図録刊行（福島県）、2015年　パリ・サンシュルピス広場「版画の日」個展開催（フランス）など国際的に活動。

## パブリックコレクション
スミソニアン博物館　アーサー・M・サックラーギャラリー(米国)
ロサンジェルスカウンティー博物館（米国)
ロバーソン芸術科学センター（米国）
ドビーニー美術館(フランス)
ティコチン美術館（ßスラエル）
行政院文化建設委員会（台湾）
現代版画美術館（ノルウェー）
クラコフ国立美術館（ポーランド）
千葉県立美術館
佐倉市美術館
米国議会図書館他、多数

## 主な作品
- ｢微風の香り｣
- ｢巣立ち｣
- ｢静粛の間｣
- ｢芽生え｣
- ｢無垢無垢｣
- ｢風に触れて｣
- ｢クリスマスローズ｣
- ｢猫と猫頭鷹｣
- ｢ポピー｣
- ｢シマフクロウは獅子座流星群を見た｣
- ｢Entwinement｣
- ｢風に吹かれて｣（1997年）
- ｢コタン コル カムイ｣（1997年）
- ｢子猫と小梟｣（1998年）